# Бульбашка (фільм, 2022)
Бульбашка (яп. バブル, Baburu) — японський анімаційний постапокаліптичний фільм 2022 року виробництва студії Wit Studio. Режисером фільму є Аракі Тецуро, автором сценарію — Уробучі Ґен, дизайнером персонажів — Обата Такеші, а музику написав Савано Хіроюкі. Фільм мав ранні покази на Берлінському міжнародному кінофестивалі 10 лютого 2022 року. Після цього фільм вийшов у світовий прокат на Netflix 28 квітня 2022 року, а у травні вийшов в японських кінотеатрах. Манґа-адаптація фільму випускалася на сайті Shonen Jump+ з 22 квітня по 23 травня 2022 року.

## Сюжет
В недалекому майбутньому світ охоплений бульбашками, що порушують закони реальності. Вибух на Токійській вежі зосереджує всі бульбашки в Токіо, але робить місто непридатним для життя. Різні молоді люди порушують обмеження та живуть там, використовуючи турніри з паркуру як засіб для бартеру та торгівлі товарами. В одній з паркур-команд, Blue Blazes, 18-річний Хібікі має винятковий талант до паркуру, але він уникає інших через надчутливість слуху. Токійська вежа залишається місцем, куди неможливо дістатися через гравітаційні аномалії.
Одного дня Хібікі намагається залізти на вежу, бо чує жіночу пісню і вважає, що бачить там хлопчика. Йому це майже вдається, але він падає в океан, де його останній видих змішується з деякими бульбашками, утворюючи молоду дівчину. Вона явно не звикла бути людиною, але швидко вчиться у інших. Хібікі називає її «Ута» («Пісня»), бо вона знає пісню, яку він чує в голові. Ута і Хібікі разом тренуються в паркурі, перемагаючи іншу команду, проте в одному з останніх поєдинків, коли Ута торкається Хібікі, її рука зникає в бульбашках. Активність бульбашок починається знову, тож мешканцям Токіо доводиться рятуватися втечею. Ута вирушає до Токійської вежі, щоб зупинити бульбашки. Хібікі вирушає її рятувати.
У фінальній сцені вони рятують одне одного, але Ута зникає в бульбашках, як в оригінальній казці Ганса Крістіана Андерсена «Русалонька». На своєму останньому подиху вона каже Хібікі, що він зробив для неї варте того, щоб вона стала людиною. Коли бульбашки зникли, мешканці Токіо повертаються до міста і починають відбудовуватися. Команди паркуристів також продовжують жити своїм життям. У фінальних титрах Хібікі все ще продовжує займатися паркуром, а за ним слідує бульбашка, що може означати, що це Ута.

## Музика
Музику до фільму написав Савано Хіроюкі. Початковою піснею є «Bubble feat. Uta» у виконанні Eve, а завершальною піснею є «Jaa ne, Mata ne» (яп. じゃあね、またね。, До зустрічі, побачимося пізніше) у виконанні Riria, яка у фільмі озвучує Уту.

### Трек-лист
Автор музики Хіроюкі Савано. 
| Bubble (Original Motion Picture Soundtrack) track listing | Bubble (Original Motion Picture Soundtrack) track listing | Bubble (Original Motion Picture Soundtrack) track listing | Bubble (Original Motion Picture Soundtrack) track listing |
| #                                                         | Назва                                                     | Автор музики                                              | Тривалість                                                |
| --------------------------------------------------------- | --------------------------------------------------------- | --------------------------------------------------------- | --------------------------------------------------------- |
| 1.                                                        | «BUBBLE»                                                  |                                                           | 1:58                                                      |
| 2.                                                        | «BATTLEKOUR»                                              |                                                           | 5:21                                                      |
| 3.                                                        | «BB»                                                      |                                                           | 00:53                                                     |
| 4.                                                        | «JU-RYOKU»                                                |                                                           | 2:35                                                      |
| 5.                                                        | «BB2»                                                     |                                                           | 2:29                                                      |
| 6.                                                        | «MERMAID»                                                 |                                                           | 4:18                                                      |
| 7.                                                        | «HIBIKI»                                                  |                                                           | 1:56                                                      |
| 8.                                                        | «UTAtoHIBIKI»                                             |                                                           | 1:32                                                      |
| 9.                                                        | «UNDERTAKER»                                              |                                                           | 2:15                                                      |
| 10.                                                       | «BBxUT»                                                   |                                                           | 3:20                                                      |
| 11.                                                       | «PARKOUR»                                                 |                                                           | 3:56                                                      |
| 12.                                                       | «UTA»                                                     |                                                           | 1:57                                                      |
| 13.                                                       | «2ndBUBBLE»                                               |                                                           | 5:29                                                      |
| 14.                                                       | «TOWER»                                                   |                                                           | 5:57                                                      |
| 15.                                                       | «NE-SAMA»                                                 |                                                           | 2:20                                                      |
| 16.                                                       | «BUBBLE-cho.»                                             |                                                           | 6:49                                                      |
| 17.                                                       | «BUBBLE-THEME»                                            |                                                           | 3:54                                                      |
| 18.                                                       | «Bubble»                                                  | Eve                                                       | 3:48                                                      |
| 19.                                                       | «Bubble (TeddyLoid Remix)»                                | Eve                                                       | 3:23                                                      |
| 20.                                                       | «Shikisai (яп. 色彩)»                                     |                                                           | 5:13                                                      |
| 21.                                                       | «Bye Bye, See You (яп. じゃあね、またね。)»               | Riria.                                                    | 4:05                                                      |
| 73:28                                                     |                                                           |                                                           |                                                           |

## Сприйняття

### Відгуки критиків
На сайті агрегатора рецензій Rotten Tomatoes 50% з 22 відгуків критиків є позитивними, а середня оцінка — 5,6/10. Metacritic, який використовує середньозважену оцінку, присвоїв фільму 56 балів зі 100, спираючись на 5 критиків, що означає «змішані або середні» відгуки.
Фільм зібрав у прокаті 509 309 доларів США. 

### Нагороди
| Рік  | Нагорода                                | Категорія                                          | Номінант     | Результат | Прим.  |
| ---- | --------------------------------------- | -------------------------------------------------- | ------------ | --------- | ------ |
| 2022 | 72nd Berlin International Film Festival | Generation 14plus — Crystal Bear for the Best Film | Тецуро Аракі | Номінація | [ 2 ]  |
| 2022 | Asian Academy Creative Awards           | Best Animated Programme or Series (2D or 3D)       | Бульбашка    | Перемога  | [ 11 ] |
| 2023 | 7th Crunchyroll Anime Awards            | Best Film                                          | Бульбашка    | Номінація | [ 12 ] |